# Битва при Нахичевани (1406)
Битва при Нахичевани — битва между войсками Кара-Коюнлу под руководством Кара Юсуфа и империи Тимуридов под руководством внука Тимура — Абу Бакра бин Миран Шаха, состоявшаяся 14 октября 1406 года в Нахчыване, близ реки Аракс (современный Азербайджан). Кара Юсуф решительно победил Тимуридов в этой битве и захватил Тебриз, административный центр провинции Азербайджан.

## Предпосылка
После поражения в битве при канале Алгами в 1402 году Кара Юсуф бежал в Египет, где был заключён в тюрьму до 1405 года. После смерти Тимура мамлюкский султан Фарадж ан-Насир освободил султана Ахмеда Джалаира и Кара Юсуфа. Будучи в тюрьме, они договорились, что, если они останутся живыми, Ахмеду достанется Ирак, а Кара Юсуф получит Азербайджан. В то время Азербайджан находился под управлением сына Миран-шаха — Умар-Мирзы бин Миран-шаха, а в Багдаде был его брат Абу Бакр бин Миран-шах. Братья были соперниками, что привело к возвращению султана Ахмеда Джалаира, взявшего Багдад после поддержанного им из штаб-квартиры в Хиллахе восстания в конце 1405 года.
Гражданские войны Тимуридов начались в Мавераннахре после смерти Тимура. Халиль-Султан, сын Миран-шаха, уже находился в Самарканде — он и объявил себя правителем. Для поддержки своего сына Халиль-Султана Миран-шах вместе с Абу Бакром бин Миран-шахом двинулся с войсками в сторону Самарканда. Единственной противостоящей силой был Шахрукх в Герате, который прошёл до Амударьи, но повернул назад, услышав известие о поддержке Халиль-Султана из Азербайджана.
Когда армия Тимуридов ушла в Трансоксиану, Тебриз остался под командованием Умар-Мирзы бин Миран-шаха. Шах Ширвана Ибрагим I и другие правители (Джагирлу Туркмен при Бистаме Джагире, правителе Ардебиля; Сайед Ахмед Теймури, правитель Шеки; Яр Ахмед Караманлы, вождь караманлинского племени и правитель Карабаха) восстали против Умар-Мирзы бин Миран-шаха. Ибрагим спровоцировал беспорядки в Гяндже и с помощью союзников захватил Карабах. В то же время восстало Грузинское царство, и царь Георгий VII, по словам историка Мирхондa, «послал послов, чтобы выразить послушание и подчинение Ибрагиму». В битве на реке Кура они разбили армию Умар-Мирзы бин Миран-шаха, который покинул Тебриз. Ибрагим I взял город в мае 1406 года. Но в июне 1406 года он узнал о прибытии на границу султана Ахмеда Джалаира. Ибрагим I бежал обратно в Ширван, а Ахмед Джалаир без сопротивления взял Тебриз.

## Битва
Когда Халиль-Султан утвердился правителем империи Тимуридов, его брат Абу Бакр бин Миран-шах вернулся со своей армией в Азербайджан и изгнал войска султана Ахмеда Джалаира из Тебриза. 14 октября 1406 года в Нахчыване у реки Аракс он встретился с шедшими на Тебриз войсками Кара-Коюнлу под командованием Кара Юсуфа. Подробности битвы до нас не дошли, но Тимуриды потерпели серьёзное поражение, и Кара Юсуф одержал победу.

## Последствия
Кара Юсуф стал могущественным правителем в регионе и сразу же основал свою цитадель, заключив союзы с другими туркменскими племенами, такими как Бистам Джагир. Он занял Солтанию, Ардебиль и Мераге, значительно увеличил население Тебриза. Это позволило Кара Юсуфу в 1408 году встретить контратаку Тимуридов, которые намеревались вернуть Азербайджан, но потерпели неудачу.